# Fauchea
Fauchea, rod crvenih algi iz porodice Faucheaceae, dio reda Rhodymeniales. Trenutno se taksonomski smatra sinonimom za Gloiocladia. 
Postoje dvije vrste koje su označene kao taksonomski prihvaćene na temelju navedene literature pod nazivom vrste.

## Vrste
1. Fauchea mortensenii Weber Bosse 1926
2. Fauchea setchellii (Lindauer) D.E.G.Irvine & Guiry 1980